# Selva di Cadore
Selva di Cadore est une commune italienne de la province de Belluno, dans la région Vénétie.

## Administration
| Période                                  | Période | Identité | Étiquette | Qualité |
| ---------------------------------------- | ------- | -------- | --------- | ------- |
|                                          |         |          |           |         |
| Les données manquantes sont à compléter. |         |          |           |         |

### Hameaux
S.Fosca, Pescul

### Communes limitrophes
Alleghe, Borca di Cadore, Colle Santa Lucia, San Vito di Cadore, Zoldo Alto